# Національна група з надзвичайних ситуацій у сфері охорони здоров'я щодо COVID-19
Національна група з надзвичайних ситуацій у сфері охорони здоров'я щодо COVID-19 (англ. National Public Health Emergency Team for COVID-19, ірл. Foireann Náisiúnta Éigeandála Sláinte Poiblí do COVID-19)) була Національною групою з надзвичайних ситуацій у сфері охорони здоров'я в рамках міністерства охорони здоров'я Ірландії, яка здійснювала нагляд і забезпечувала національні заходи, підтримку, керівництво та експертні поради щодо розробки та реалізації стратегії контролю епідемії коронавірусної хвороби 2019 (COVID-19) в Ірландії. Дана група була створена 27 січня 2020 року для вирішення нової проблеми поширення коронавірусу SARS-CoV-2. Вона була розформована в лютому 2022 року після зняття більшості обмежень, пов'язаних із COVID-19. Нова робоча група була створена 8 квітня 2022 року.

## Передумови
Національна група з надзвичайних ситуацій у сфері охорони здоров'я спостерігала за поширенням коронавірусу до того, як було підтверджено, що він досяг Ірландії. Коли в 2020 році було засновано групу, вона спочатку мала приміщення середнього розміру в міністерстві охорони здоров'я. Потім з розвитком подій її перемістили до більшої кімнати. Зрештою, з поширенням хвороби, щоденні зустрічі проводилися дистанційно за допомогою Zoom.
Перший відомий випадок COVID-19, який прибув до Ірландії, було підтверджено 27 лютого 2020 року у жінки, яка каталася на лижах у Північній Італії та повернулася через Дублінський аеропорт, поїхала автобусом до станції Конноллі (найбільш завантаженої залізничної станції в Ірландії) перед виїздом до Північної Ірландії на поїзді; її випадок був підтверджений через 2 дні. Перший відомий випадок COVID-19 у жителя Республіки Ірландія був підтверджений в графстві Дублін 29 лютого 2020 року в учня середньої школи, який повернувся з постраждалого району в Північній Італії.
Національна група з надзвичайних ситуацій у сфері охорони здоров'я продовжила зустрічі після того, як коронавірус був зареєстрований в Ірландії, щоб координувати загальнонаціональні заходи проти епідемії. Група була змушена працювати з незвичайним ступенем автономності протягом перших місяців епідемії, оскільки нещодавні загальні вибори в лютому 2020 року залишили попередньому уряду лише тимчасову роль.
Головний медичний спеціаліст Тоні Холохан очолював Національну групу з надзвичайних ситуацій у сфері охорони здоров'я за підтримки 6 заступників головного медичного спеаліста. Зустрічі, як правило, починалися з епідеміологічного звіту про останні події, пов'язані з хворобою, в Ірландії. Холохан запитував про становище медпрацівників. Наприкінці кожної зустрічі було складено два листи: один для тишеха, а інший для міністра охорони здоров'я. Крім того, перед кожною зустріччю Холохан передавав порядок денний міністру охорони здоров'я під час телефонної розмови та запитував, чи має уряд щось конкретне, що вони хотіли б обговорити. 2 липня 2020 року Холохан тимчасово залишив посаду головного медичного спеціаліста за сімейними обставинами; заступник головного медичного спеціаліста Ронан Глінн був згодом призначений виконувачем обов'язків головного медичного спеціаліста. Холохан повернувся в жовтні 2020 року.
Під час епідемії COVID-19 в Ірландії Національна група з надзвичайних ситуацій у сфері охорони здоров'я використовувала брифінги для преси, щоб повідомляти громадськості про оновлення, рекомендації, статистику та зміни політики.
Після того, як з'ясувалося, що порядок денний і записки до засідання Національної групи з надзвичайних ситуацій у сфері охорони здоров'я не були опубліковані з кінця березня 2020 року, і після закликів Дойл Ерен виправити, протокол був опублікований наприкінці квітня. Незадовго до цього Національна група з надзвичайних ситуацій у сфері охорони здоров'я опублікувала подробиці своєї структури управління.

## Члени групи
Членами групи були представники міністерства охорони здоров'я, служби охорони здоров'я, інформаційної служби охорони здоров'я, центру нагляду за охороною здоров'я, Ірландського коледжу лікарів загальної практики і регуляторного агентства медичних виробів, а також консультанти, епідеміологи та Консультативна група експертів з питань коронавірусу та Ірландська дорадча група з епідеміологічного моделювання. 6 січня 2021 року до Національної групи з надзвичайних ситуацій у сфері охорони здоров'я було призначено трьох нових членів.
| Член              | Посада |
| ----------------- | --- |
| Тоні Холохан      | Головний медичний спеціаліст |
| Ронан Глінн       | Заступники головного медичного спеціаліста |
| Хізер Бернс       | Заступники головного медичного спеціаліста |
| Десмонд Хікі      | Заступники головного медичного спеціаліста |
| Ейблін Конноллі   | Заступники головного медичного спеціаліста |
| Алан Сміт         | Заступники головного медичного спеціаліста |
| Колетт Боннер     | Заступники головного медичного спеціаліста |
| Пол Болджер       | Директор відділу ресурсів охорони здоров'я міністерства охорони здоров'я                                                                                   |
| Колм Бергін       | Консультант з інфекційних захворювань лікарні Св. Джеймса та професор медицини Трініті-коледжу Дубліна                                                     |
| Трейсі Конрой     | Відділ невідкладної допомоги міністерства охорони здоров'я                                                                                                 |
| Джон Каддіхі      | Тимчасовий директор Центру нагляду за охороною здоров'я |
| Кілліан де Гаскун | Директор Національної вірусної референс-лабораторії, голова експертно-консультативної групи з питань коронавірусу                                          |
| Колм Дезмонд      | Відділ корпоративного законодавства, психічного здоров'я, політики щодо наркотиків і безпеки харчових продуктів міністерства охорони здоров'я              |
| Колм Генрі        | Головний медичний спеціаліст Центру нагляду за охороною здоров'я                                                                                           |
| Лотарингія Доерті | Національний клінічний директор з охорони здоров'я |
| Мері Фав'є        | Президент Ірландського коледжу лікарів загальної практики                                                                                                  |
| Фергал Гудмен     | Відділ первинної медичної допомоги міністерства охорони здоров'я                                                                                           |
| Кевін Келлехер    | Помічник національного директора служби охорони здоров'я                                                                                                   |
| Маріта Кінселла   | Директор Національного офісу безпеки пацієнтів при міністерстві охорони здоров'я                                                                           |
| Кетлін Маклеллан  | Відділ соціального забезпечення міністерства охорони здоров'я                                                                                              |
| Джанет Маккалліон | Медичний експерт Управління з регулювання товарів медичного призначення                                                                                    |
| Том Макгіннесс    | Помічник національного директора Управління планування на випадок надзвичайних ситуацій служби охорони здоров'я                                            |
| Шівон Ні Бріан    | Керівник інтегрованого догляду служби охорони здоров'я |
| Філіп Нолан       | Президент університету Мейнут |
| Кейт О'Флаерті    | Начальник відділу охорони здоров'я та добробуту міністерства охорони здоров'я                                                                              |
| Дарина О'Фланаган | Спеціальний радник грури з назвичайних ситуації і міністерства охорони здоров'я                                                                            |
| Шівон О'Салліван  | Головний фахівець з біоетики міністерства охорони здоров'я                                                                                                 |
| Майкл Пауер       | Національний клінічний керівник, програма реанімації, консультант служби охорони здоров'я з анестезіології та інтенсивної терапії в лікарні Бомонт, Дублін |
| Фелім Квінн       | Головний виконавчий директор Управління медичної інформації та якості                                                                                      |
| Майрін Раян       | Заступник виконавчого директора та директор з оцінки технологій охорони здоров'я Управління медичної інформації та якості                                  |
| Бреда Сміт        | Директор медицини громадського здоров'я служби охорони здоров'я                                                                                            |
| Дейрдра Воттерс   | Начальник відділу комунікацій міністерства охорони здоров'я                                                                                                |
| Ліам Вудс         | Національний директор з невідкладних операцій служби охорони здоров'я                                                                                      |
| Девід Волш        | Національний директор з громадських операцій служби охорони здоров'я                                                                                       |
| Девід Ліч         | Заступник національного директора з комунікацій служби охорони здоров'я                                                                                    |
| Мері Горган       | Президент Королівського коледжу лікарів Ірландії |
| Каріна Батлер     | Голова Національного консультативного комітету з імунізації                                                                                                |
| Фідельма Браун    | Керівник програм та кампаній, комунікацій служби охорони здоров'я                                                                                          |
| Марк Фергюсон     | Генеральний директор наукового фонду Ірландії та головний науковий радник уряду                                                                            |

## Підгрупи

### Консультативна група експертів з питань коронавірусу
Консультативна група експертів з питань коронавірусу була підгрупою Національної групи з надзвичайних ситуацій у сфері охорони здоров'я. Її очолив директор Національної вірусної референс-лабораторії Кілліан де Гаскун з Університетського коледжу Дубліна. Консультативна група експертів з питань коронавірусу вперше зібралася 5 лютого 2020 року в Дубліні.

### Підгрупа підготовки лікарень
Підгрупа з питань готовності лікарень до поступлення великої кількості хворих була сформована 3 березня 2020 року, та провела перше засідання 4 березня 2020 року. Вона запевнила, що лікарняна система готова до боротьби зі значним зростанням госпіталізації, та що плани готовності реалізуються в усій системі державних лікарень. Підгрупу очолила помічник секретаря відділу політики лікарень невідкладної допомоги в міністерстві охорони здоров'я Трейсі Конрой.

### Підгрупа зміни поведінки
Підгрупа змін поведінки була сформована 18 березня, і складалася з 9 членів. Вона була створена, щоб надати інформацію та докази для підтримки комунікаційної стратегії та ширшої роботи Національної групи з надзвичайних ситуацій у сфері охорони здоров'я. Її очолила керівник відділу охорони здоров'я та благополуччя міністерства охорони здоров'я Кейт О'Флаерті.

### Підгрупа з узагальнення настанов і доказів
Підгрупу з узагальнення настанов і доказів було сформовано для сприяння обміну інформацією щодо громадської охорони здоров'я та клінічних настанов щодо COVID-19. Підгрупа надала гарантії Національної групи з надзвичайних ситуацій у сфері охорони здоров'я щодо координації потенціалу синтезу сплеск доказів для підтримки розробки керівництва. Її очолила заступник генерального директора та директор з оцінки технологій охорони здоров'я в Управління медичної інформації та якості Майрін Раян,

## Група моделювання

### Ірландська консультативна група епідеміологічного моделювання
Ірландська консультативна група з епідеміологічного моделювання (IEMAG) була групою моделювання Національної групи з надзвичайних ситуацій у сфері охорони здоров'я, сформованою 11 березня 2020 року для надання статистичної підтримки та консультацій групі з надзвичайних ситуацій у сфері охорони здоров'я і головному медичному спеціалісту. Співробітники Університетського коледжу Дубліна, Лімерикського університету та інші математичні дослідники в Ірландії брали участь у розробці математичних моделей для етапів пандемії COVID-19. Її очолив колишній президент Університету Мейнута Філіп Нолан.

## Розформування
Після припущень про те, що Національна група з надзвичайних ситуацій у сфері охорони здоров'я буде розформовано з середини жовтня 2021 року, тишех Міхал Мартін підтвердив, що команда з часом припинить своє існування як окремий орган і що після того, як уряд опублікував план послаблення більшості обмежень щодо COVID-19 до 22 жовтня, функції цієї групи і цільової групи з вакцинації проти COVID-19 буде переведено на поточну роботу міністерства охорони здоров'я та служби охорони здоров'я. Через зростання кількості випадків COVID-19 внвслідок п'ятої хвилі COVID-19, спричинений варіантом Омікрон, і після того, як на початку січня 2022 року майже всі обмеження були зрештою послаблені, групу не планували розформовувати.
17 лютого 2022 року головний медичний спеціаліст Тоні Холохан у листі до міністра охорони здоров'я Стівена Доннеллі запропонував розформувати Національну групу з надзвичайних ситуацій у сфері охорони здоров'я, і замінити її групою моніторингу меншого розміру. 22 лютого було підтверджено, що Національна група з надзвичайних ситуацій у сфері охорони здоров'я щодо COVID-19 буде розформована, але апарат головного медичного спеціаліста продовжить моніторинг епідеміологічного профілю COVID-19.
Нова консультативна група щодо COVID-19 була створена 8 квітня 2022 року.